# Torbiera di Cavagnano
Torbiera di Cavagnano este o arie protejată (arie specială de conservare — SAC, sit de importanță comunitară — SCI) din Italia întinsă pe o suprafață de 6,02 ha, integral pe uscat.

## Localizare
Centrul sitului Torbiera di Cavagnano este situat la coordonatele 45°54′29″N 8°52′34″E / 45.908°N 8.876°E.

## Înființare
Situl Torbiera di Cavagnano a fost declarat sit de importanță comunitară în iulie 2006 pentru a proteja 4 specii de animale. Situl a fost protejat și ca arie specială de conservare în iulie 2016.

## Biodiversitate
Situată în ecoregiunea alpină, aria protejată conține 2 habitate naturale: Lacuri și iazuri distrofice naturale, Turbării active.
La baza desemnării sitului se află mai multe specii protejate:
- păsări (2): șorecarul comun (Buteo buteo), ciocănitoarea verde (Picus viridis)
- amfibieni (2): Rana latastei, Triturus carnifex

Pe lângă speciile protejate, pe teritoriul sitului au mai fost identificate 17 specii de plante, 6 specii de amfibieni, 4 specii de mamifere, 5 specii de reptile.